# O Nascimento dos Desejos Líquidos
O Nascimento dos Desejos Líquidos é um quadro do pintor espanhol Salvador Dalí.
Óleo e colagem sobre tela.